# Mitsubishi Zinger
Mitsubishi Zinger (CMC Zinger (кит. 中華雙贏) на Тайване с 2015 года) — компактвэн, выпускающийся с декабря 2005 года японской компанией Mitsubishi Motors.

## Описание
Название Zinger произошло от понятия «человек или что-то, полное энергии и жизненной силы» (англ. «person or something full of energy and vitality»). С 2007 по 2016 год автомобиль продавался на Филиппинах под названием Mitsubishi Fuzion, поскольку компания утверждает, что он «сочетает в себе лучшие характеристики [трёх] автомобилей, спортивный характер и прочность внедорожника, простор и универсальность фургона и комфорт езды легкового автомобиля» (англ. «merges together the best characteristics of [three] vehicles, the sporty character and ruggedness of an SUV, the spaciousness and versatility of a van, and riding comfort of a passenger car»).
За первые месяцы было продано порядка 2285 единиц, что значительно превысило первоначальный план в 1 200 в месяц. Компании планировали расширить свою деятельность в материковом Китае во второй половине 2007 года, когда было создано совместное производственное предприятие CMC и South East (Fujian) Motor Co., Ltd.

Изначально Mitsubishi Zinger оснащался 2,0-литровым двигателем Mitsubishi 4G63 или же 1,5-литровым двигателем Mitsubishi 4A95TD. С конца 2008 года в целях соответствия новым стандартам выбросов автомобиль оснащался 2,4-литровыми двигателями 4G69 MIVEC в паре с АКПП и 4G64 в паре с МКПП.

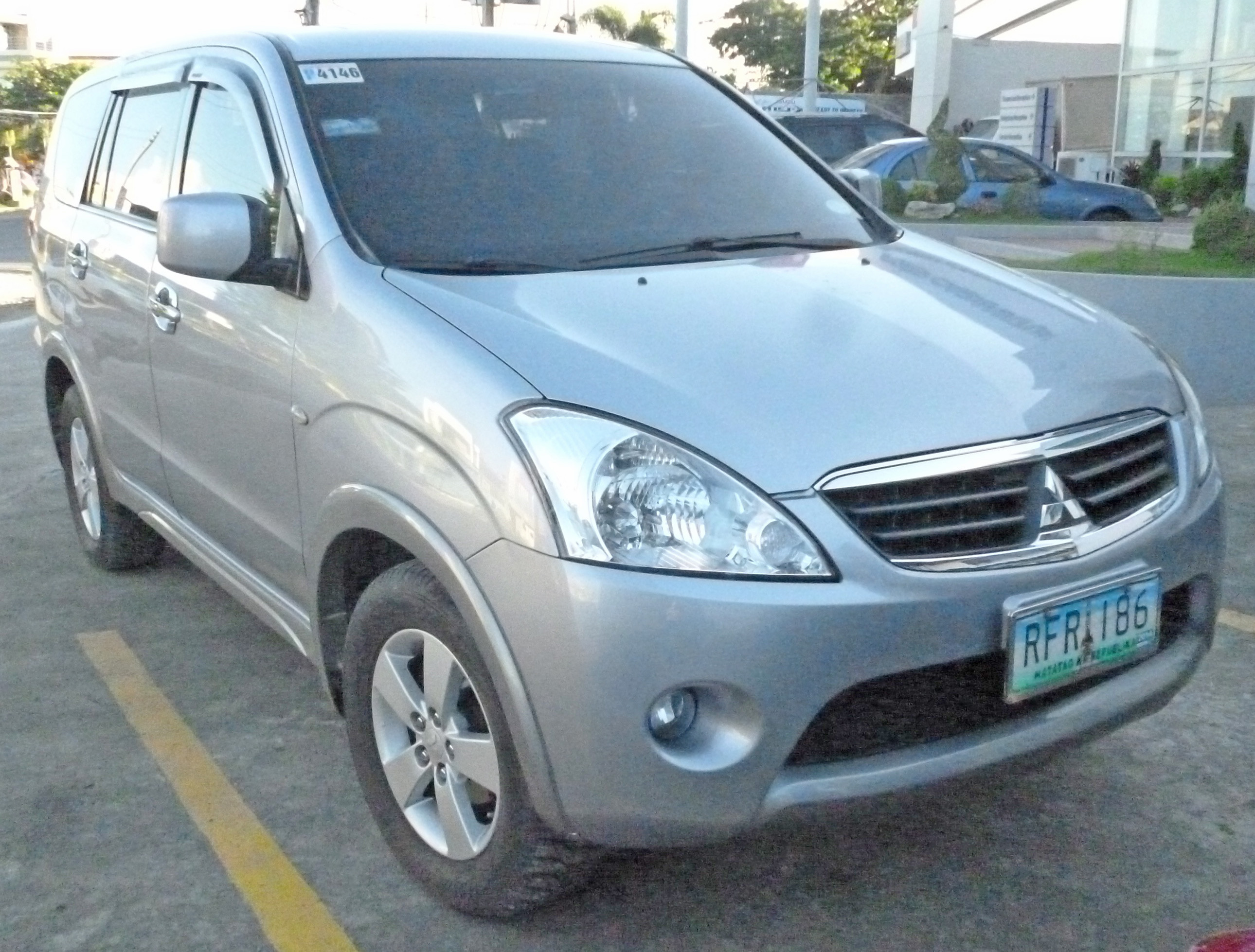
Mitsubishi Fuzion 2.4 GLS Sport (Филиппины)
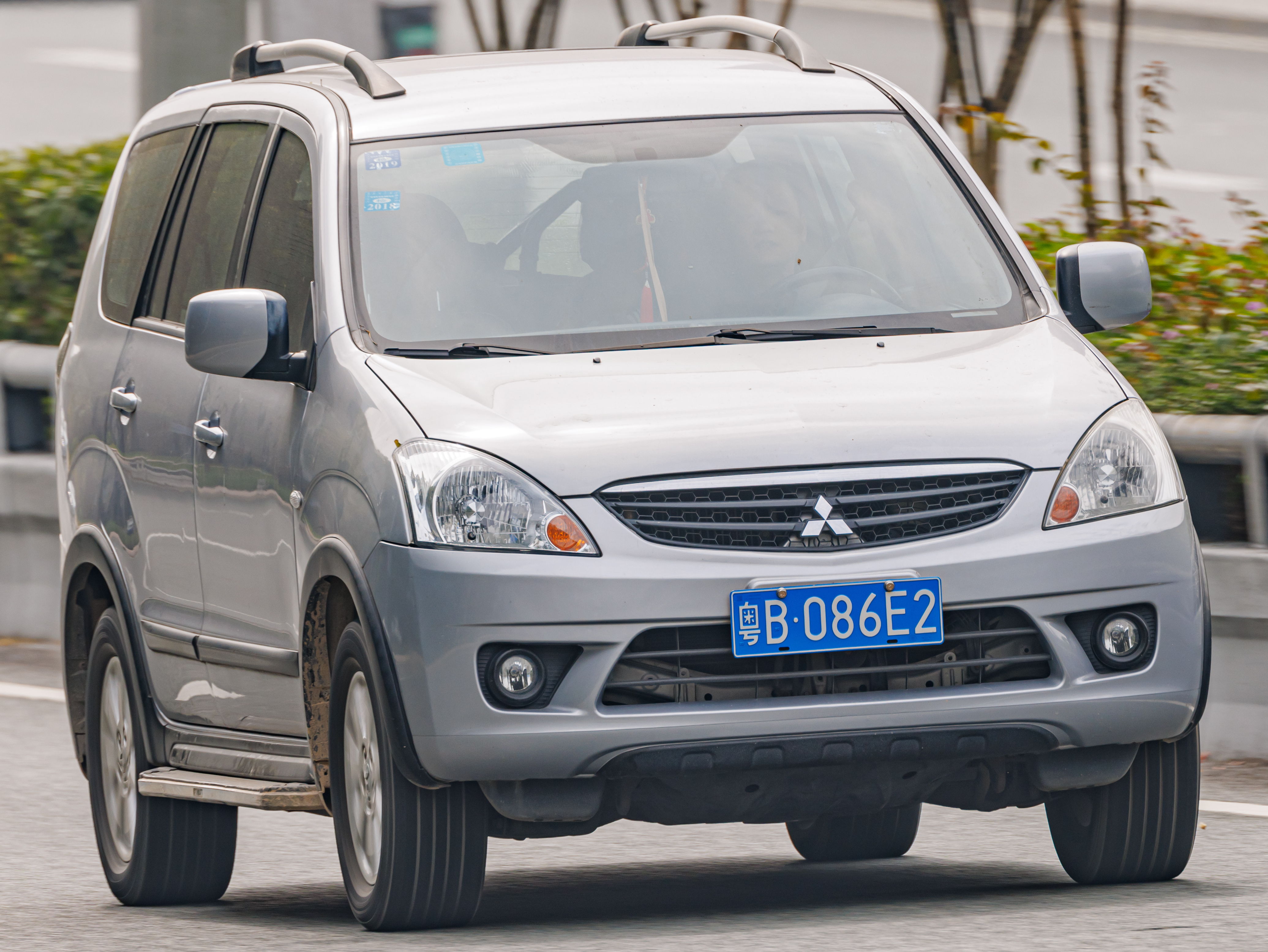
Mitsubishi Zinger (Китай; фейслифтинг)
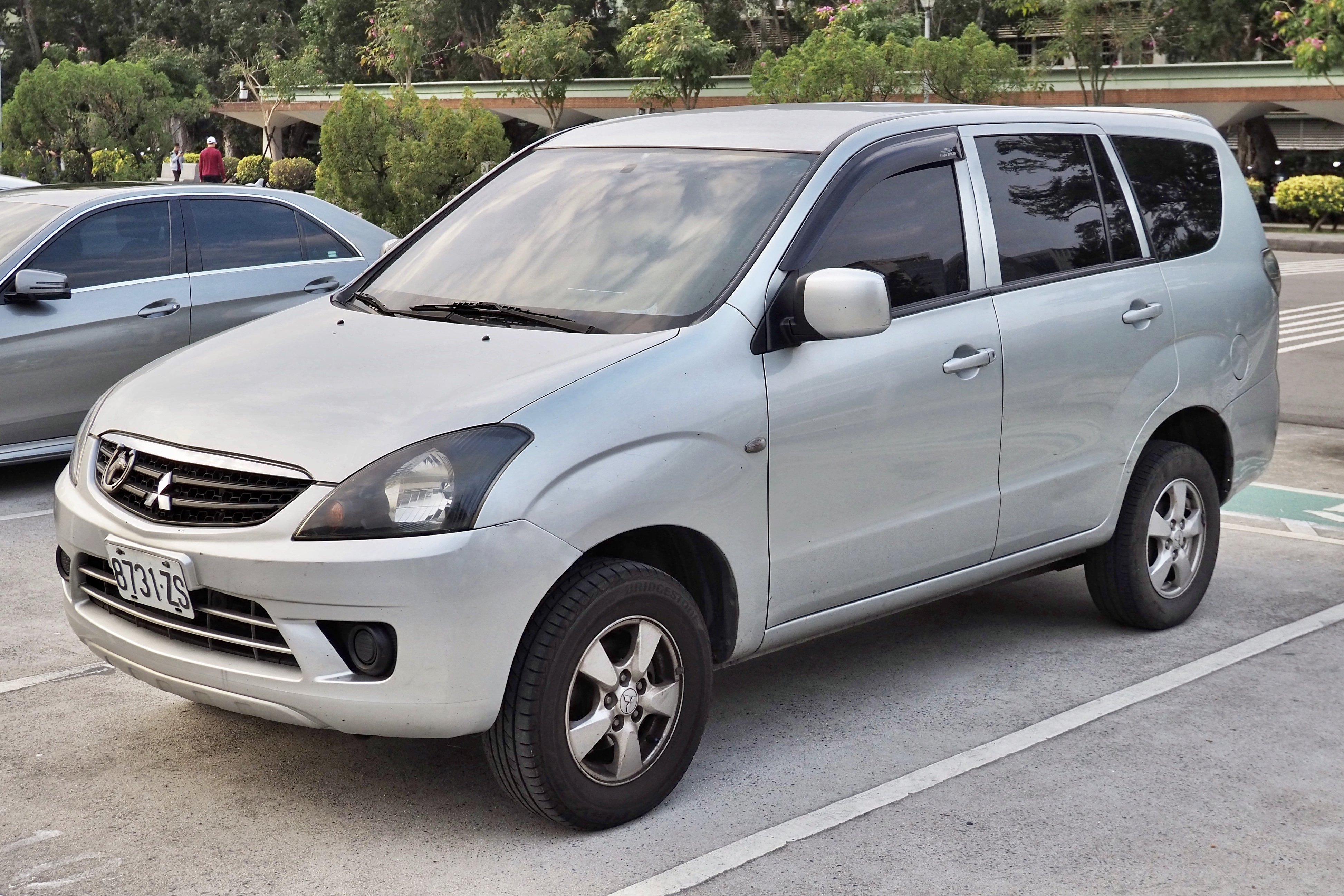
Mitsubishi Zinger (Тайвань; фейслифтинг)
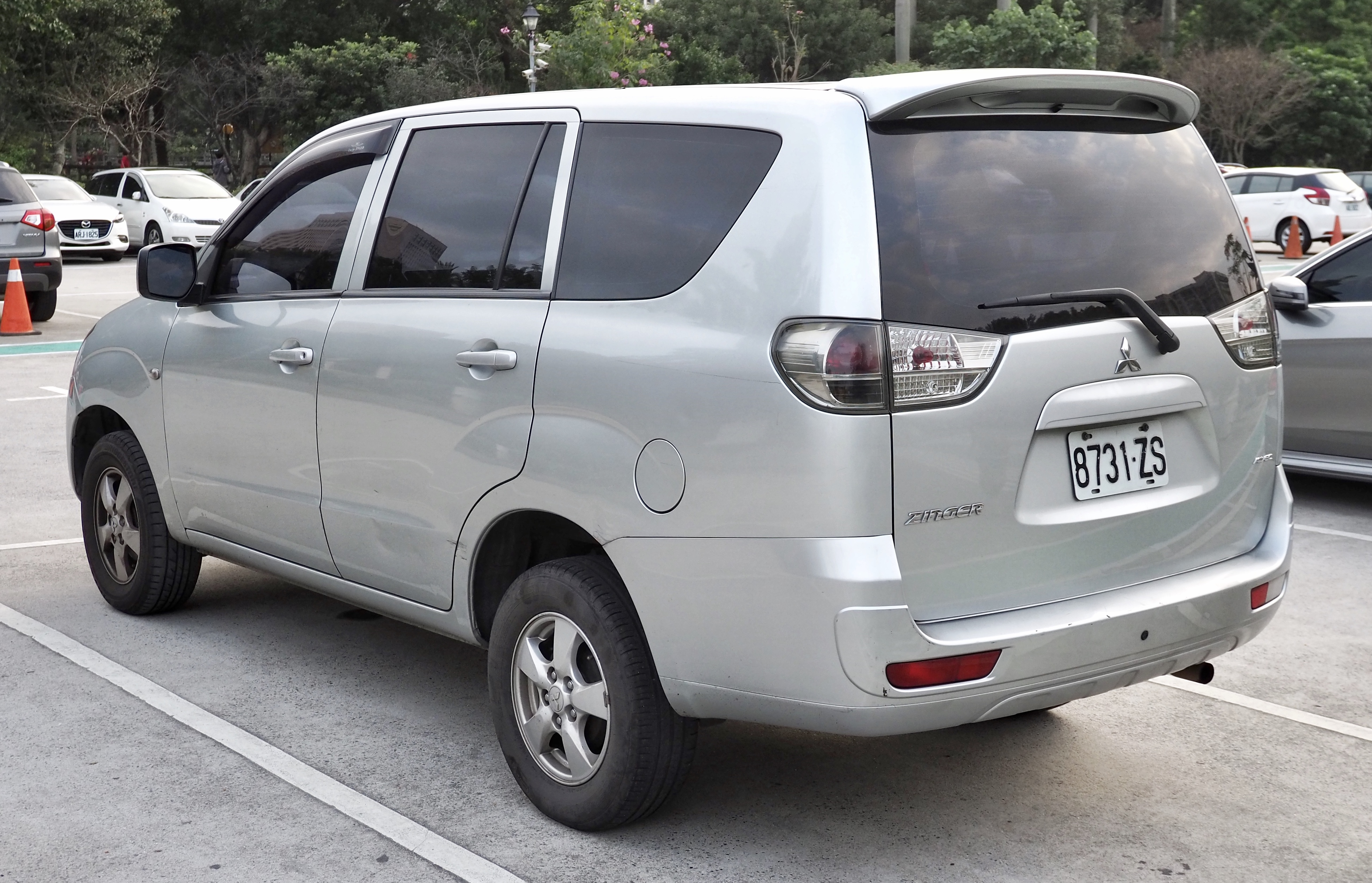
Mitsubishi Zinger (Тайвань; фейслифтинг)

### Ребеджинг и снятие с производства за пределами Китая
В октябре 2015 года мощность двигателя 4G69 была снижена со 159 до 136 л. с. (со 117 до 100 кВт), а обороты крутящего момента были снижены с 4500 до 2300 об/мин. Вместо пятиступенчатой механической и четырёхступенчатой автоматической трансмиссий двигатель сочетался в паре с пятиступенчатой автоматической трансмиссией. В 2015 году на Тайване автомобиль прошёл фейслифтинг.

В 2016 году Mitsubishi Fuzion был удалён с веб-сайта Mitsubishi Philippines. Xpander, который выпускается в Индонезии, заменил Fuzion и Adventure из-за того, что двигатель не соответствует стандартам Euro 4 и имеет некоторые проблемы с безопасностью. Xpander не экспортировался на рынки Китая и Тайваня из-за решения Mitsubishi отказаться от выпуска Mitsubishi Xpander.

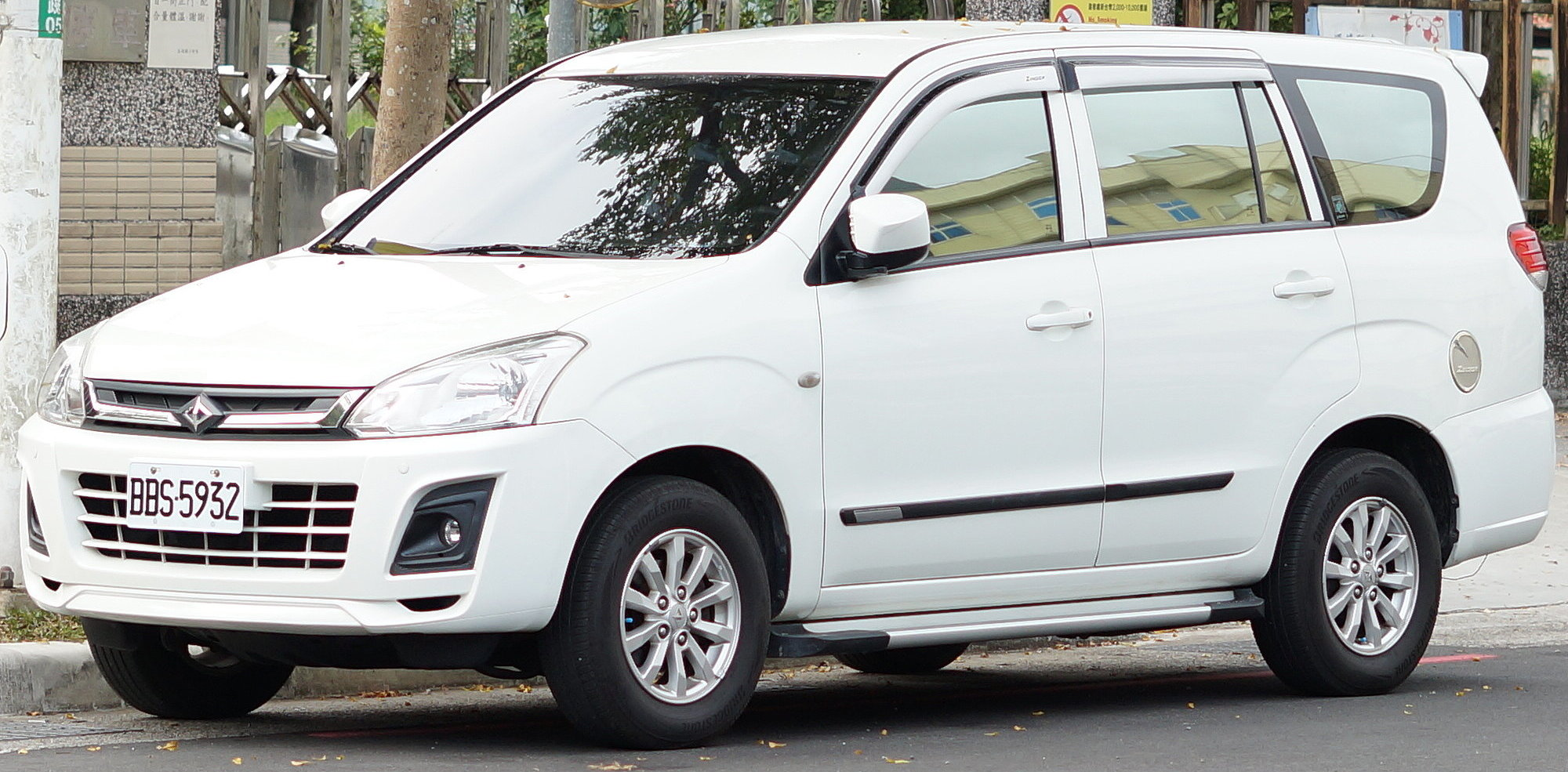
CMC Zinger
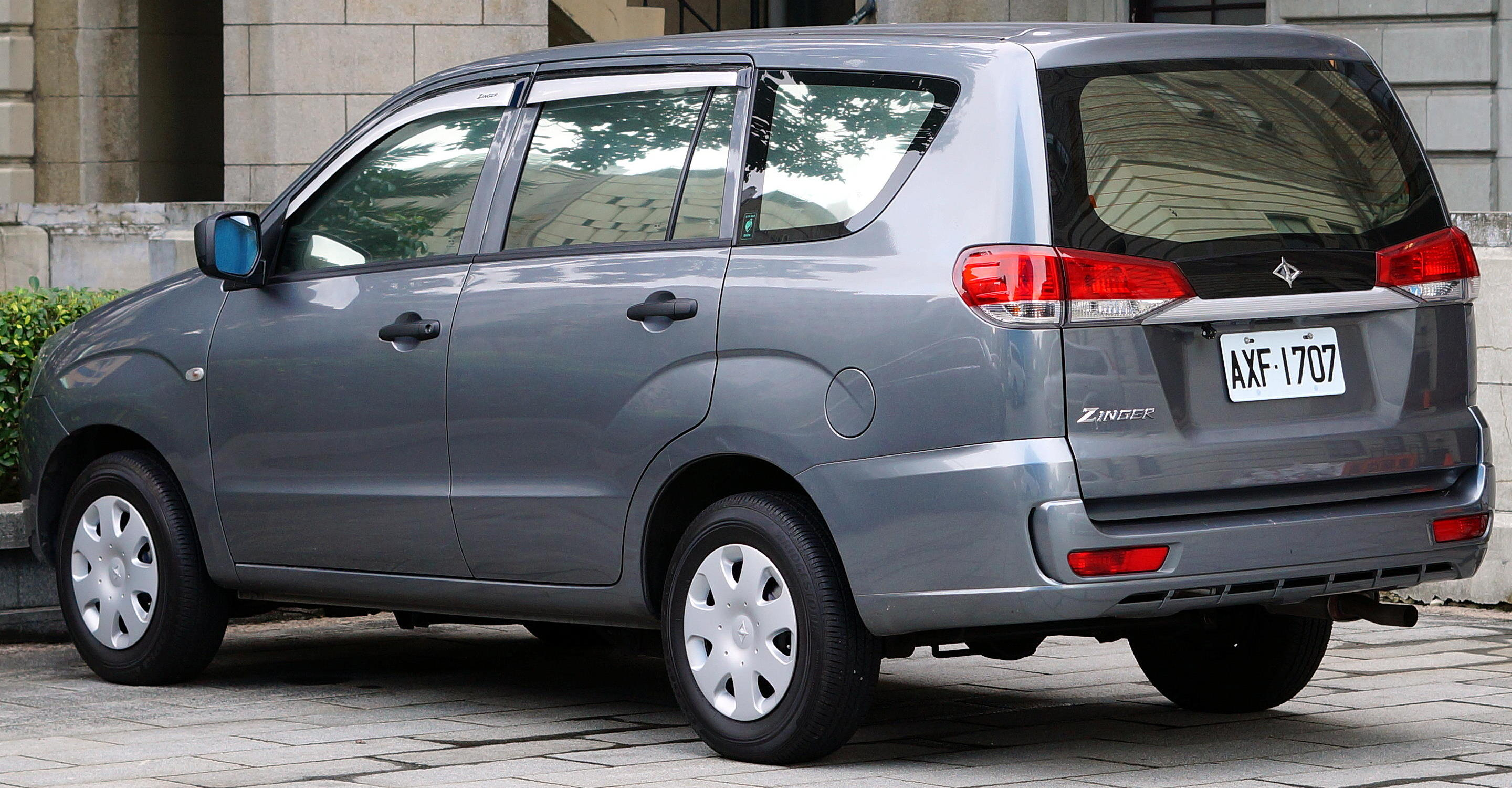
Вид сзади
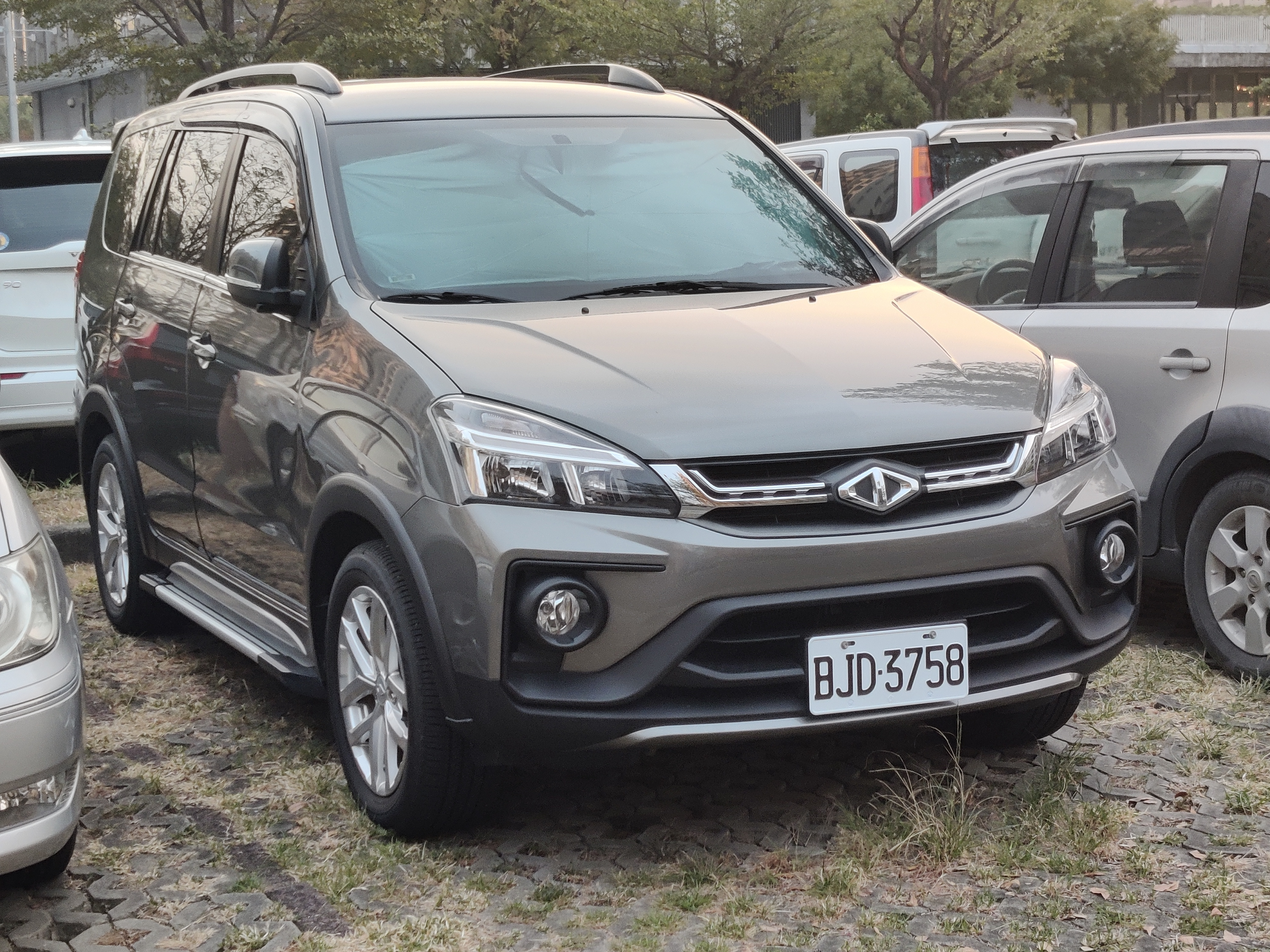
Фейслифтинг передней части
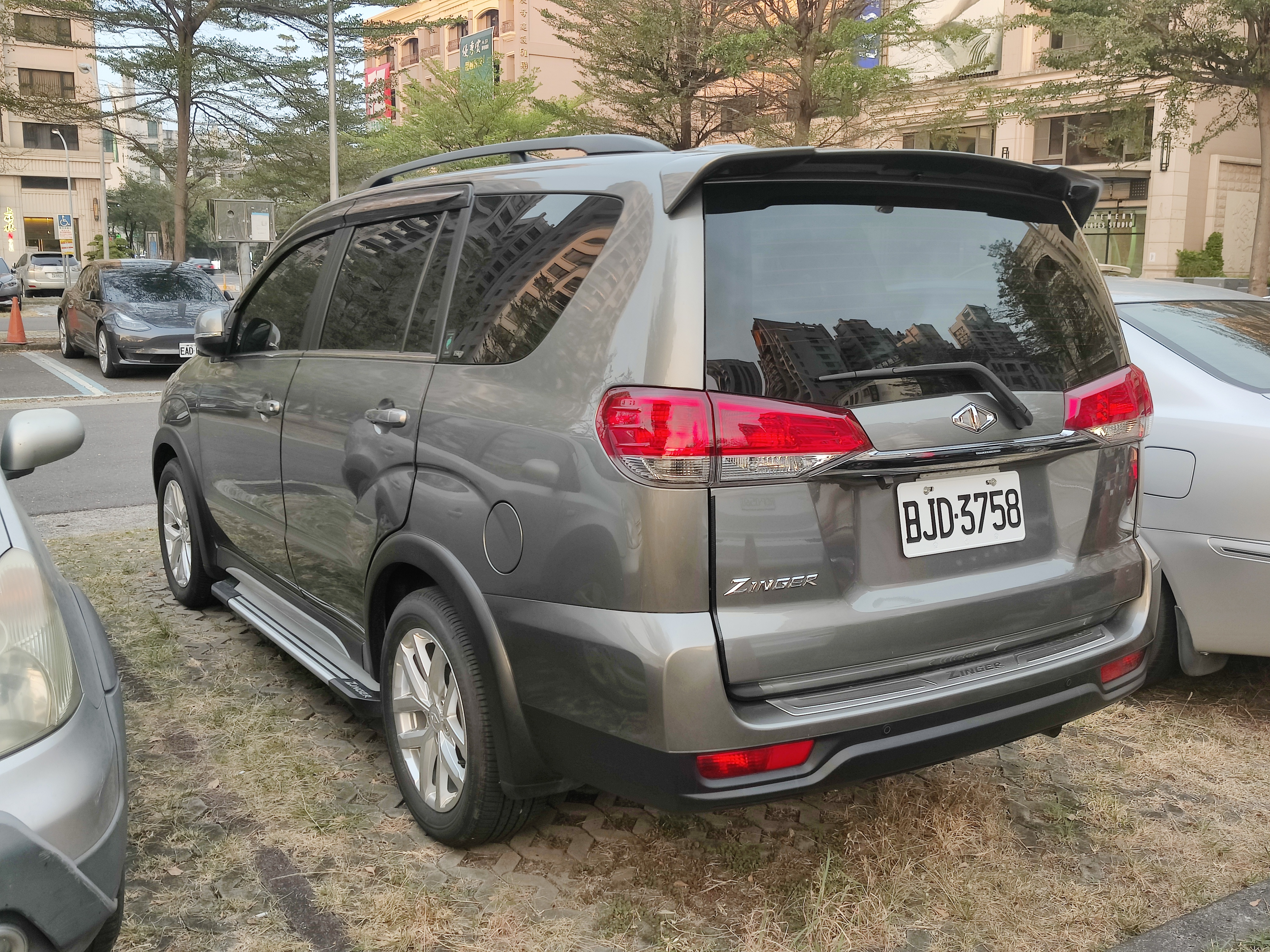
Фейслифтинг задней части
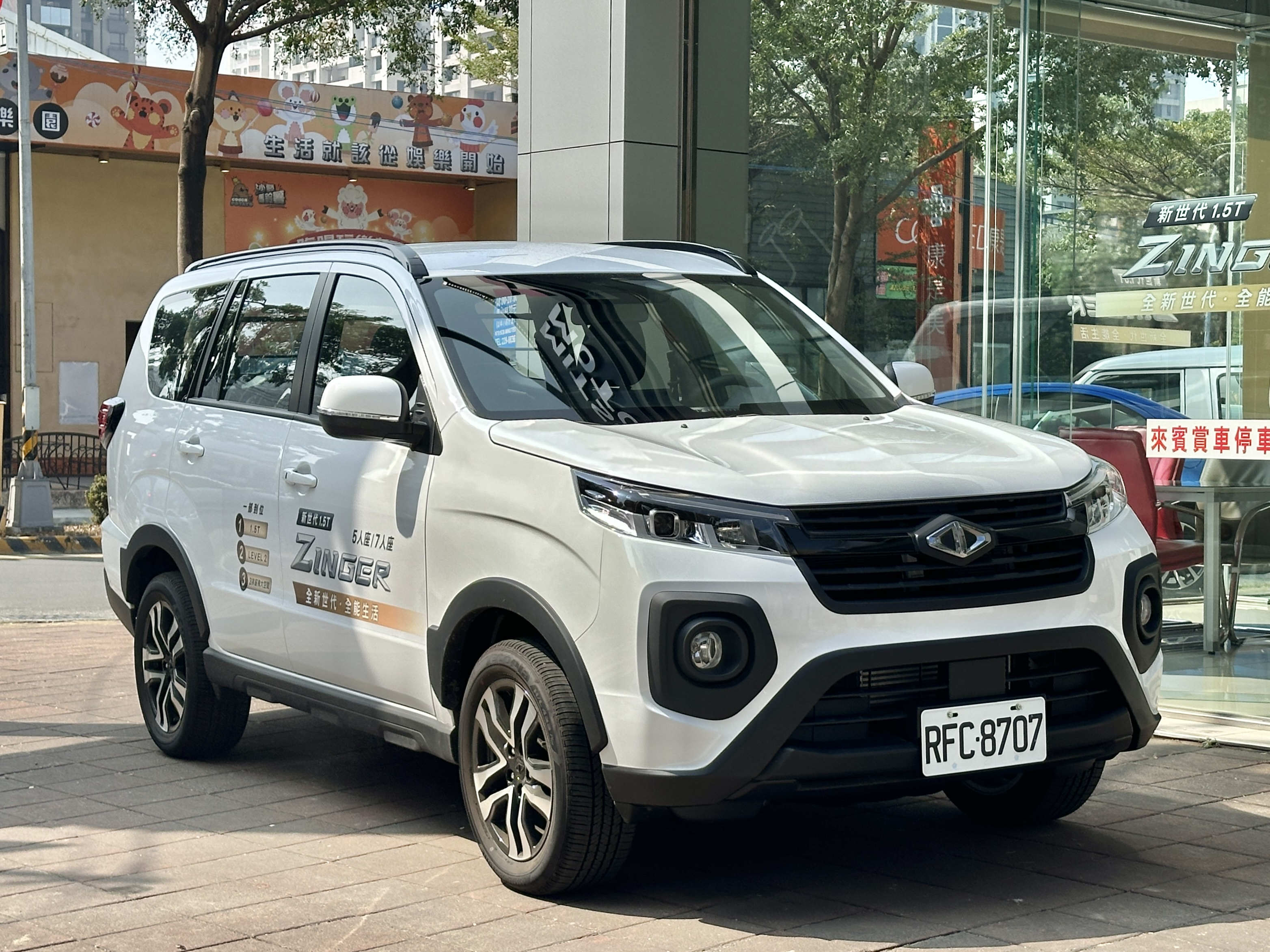
2024 CMC Zinger
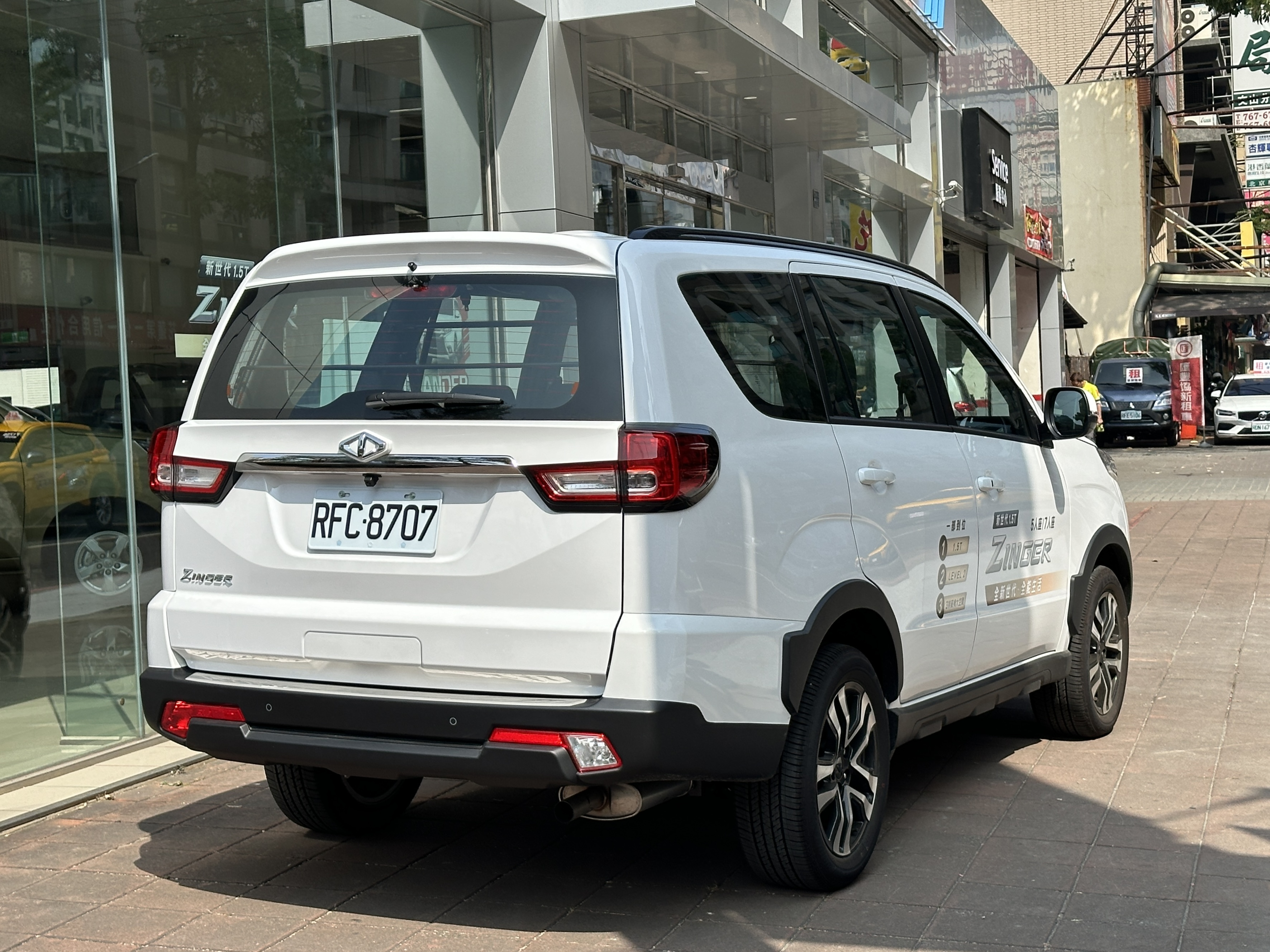
Вид сзади

### CMC Zinger Pickup
По состоянию на сентябрь 2020 года на тайваньском рынке продавался двухдверный пикап CMC Zinger. Длина грузового отсека составляет 1703 мм, а грузоподъёмность — 710 кг. 2,4-литровый 16-клапанный рядный четырёхцилиндровый двигатель 4G69 мощностью 100 кВт (136 л. с.) при 5250 об/мин и крутящим моментом 206 Н·м при 2300 об/мин сочетается в паре с пятиступенчатой автоматической трансмиссией Hyundai.

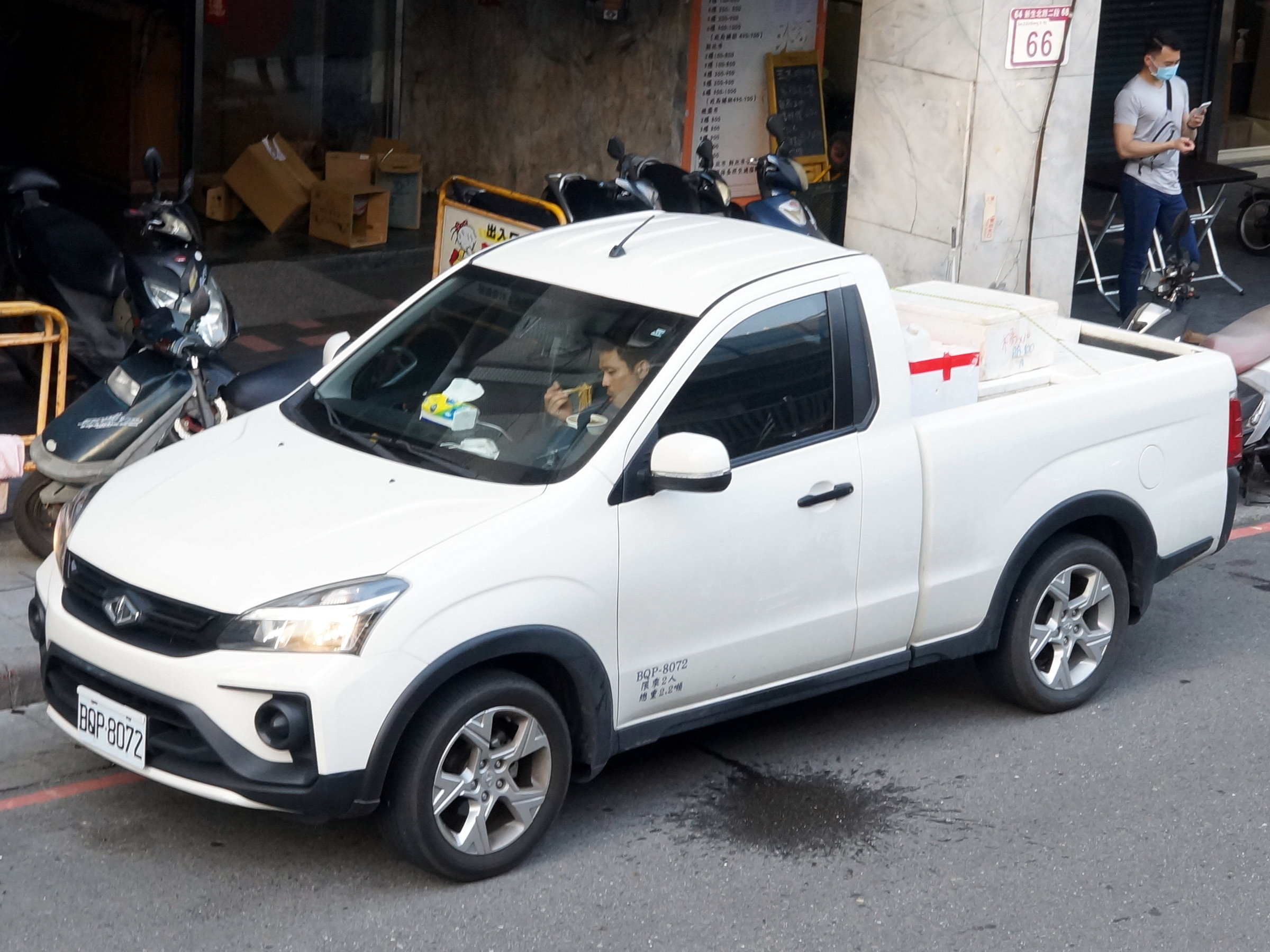
Вид спереди
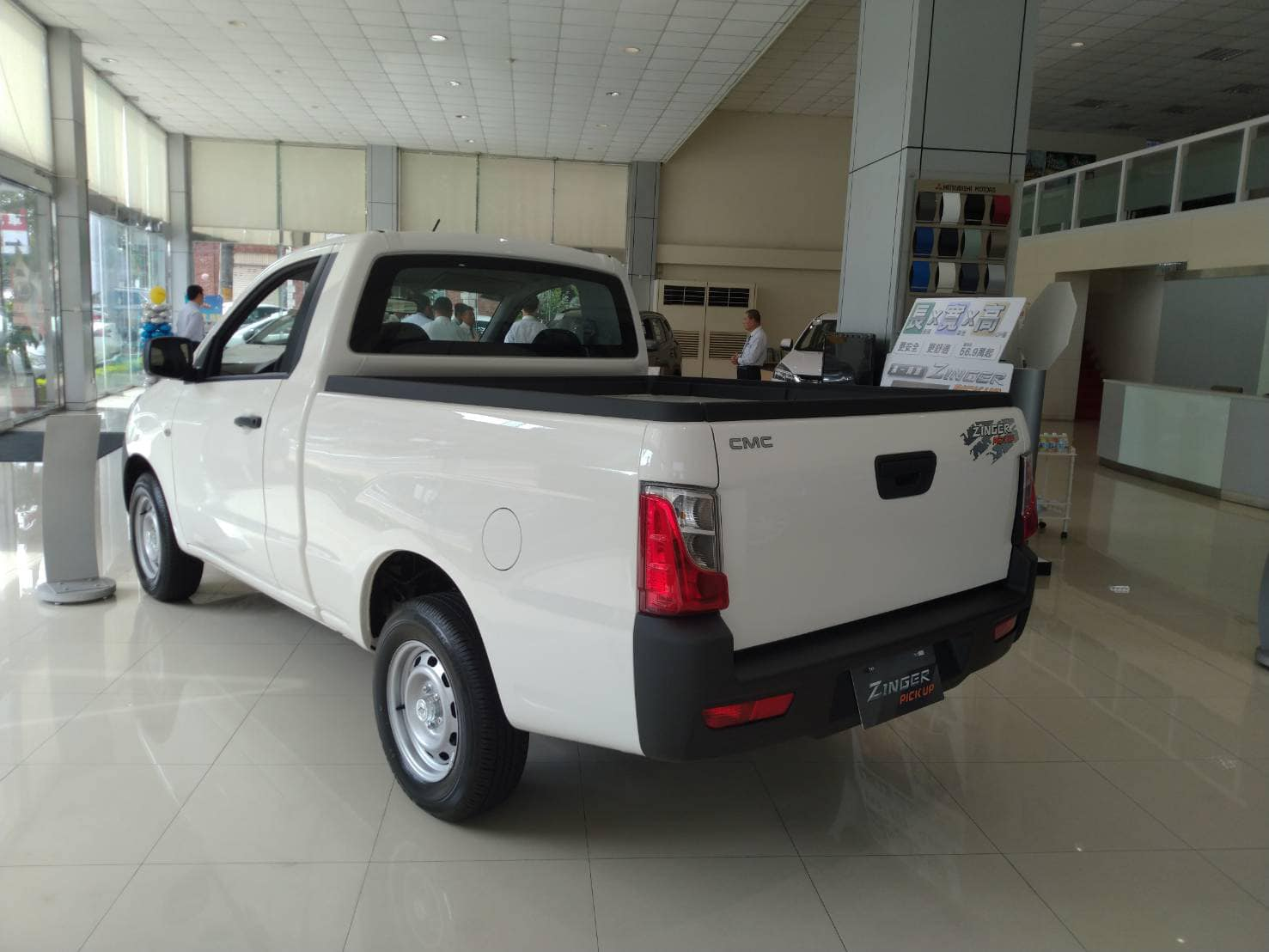
Вид сзади